# Travel the World
Singles de Superbus
Lola Ca Mousse
Pistes de Wow
On Monday Jenn je t'aime
Travel the World est le troisième single extrait de l'album Wow du groupe Superbus. Il est diffusé en radio dès septembre 2007 puis sort en single en novembre 2007.
Le single rencontre peu de succès. À son entrée au top 50, il se retrouve au numéro 30. La semaine d'après, 31. Il va au 39, puis 45, 49 et sort du classement après cinq semaines. La chanson a malgré tout été nommée aux NRJ Music Awards 2008 dans la catégorie Chanson francophone de l'année.

## Le clip vidéo
Le clip, réalisé par Arno Bani et diffusé à partir d'octobre 2007, est basé sur le slam. Les figurants sont habillés de combinaisons blanches et portent d'abord les instruments, puis les membres du groupe.
Cette vidéo a été remasterisée mi-novembre 2007 à la suite des nombreuses réactions négatives des fans. L'idée reste la même, mais la réalisation a été modifiée. Jennifer Ayache a avoué dans le dernier Rock mag qu'elle n'en était pas fière ; le groupe était en tournée, alors ils l'ont vite validée. La version finale n'est que légèrement modifiée et ne fait toujours pas l'unanimité parmi les fans.

## Reprises
- Lucie, accompagnée par le groupe, le 21 décembre 2007 à Star Academy.